# Сурамфаа
Сурамфаа (асам.: স্বৰ্গদেউ চুৰামফা) — цар Ахому.
Був одним з трьох синів попереднього ахомського царя Сусенгфаа. Він здобув владу в союзі зі своїм братом Сутінгфаа проти Саї, також їхнього брата. Через розпутний спосіб життя царя, а також через безчинства його сина, якого він оголосив своїм спадкоємцем, ахомська знать усунула Сурамфаа від влади й посадила на трон Сутінгфаа.